# جاكوب كريستي كيلاند
جاكوب كريستي كيلاند (بالنرويجية البوكمول: Jacob Christie Kielland)‏ هو مهندس معماري نرويجي، ولد في 11 فبراير 1897 في برغن في النرويج، وتوفي في 19 أكتوبر 1972.